# 克拉科夫特别行动
克拉科夫特别行动（德語：Sonderaktion Krakau）是第二次世界大战初期纳粹德国针对对克拉科夫学者的一项抓捕行动。行动的抓捕目标是德占波兰克拉科夫市内的雅盖隆大学等高等院校的学者。该行动是德占波兰境内更为广泛的“知识分子行动”计划的一部分，意图消灭波兰的知识精英，特别是在德国计划中将改造为德国文化的城市（如克拉科夫）。

## 行动过程

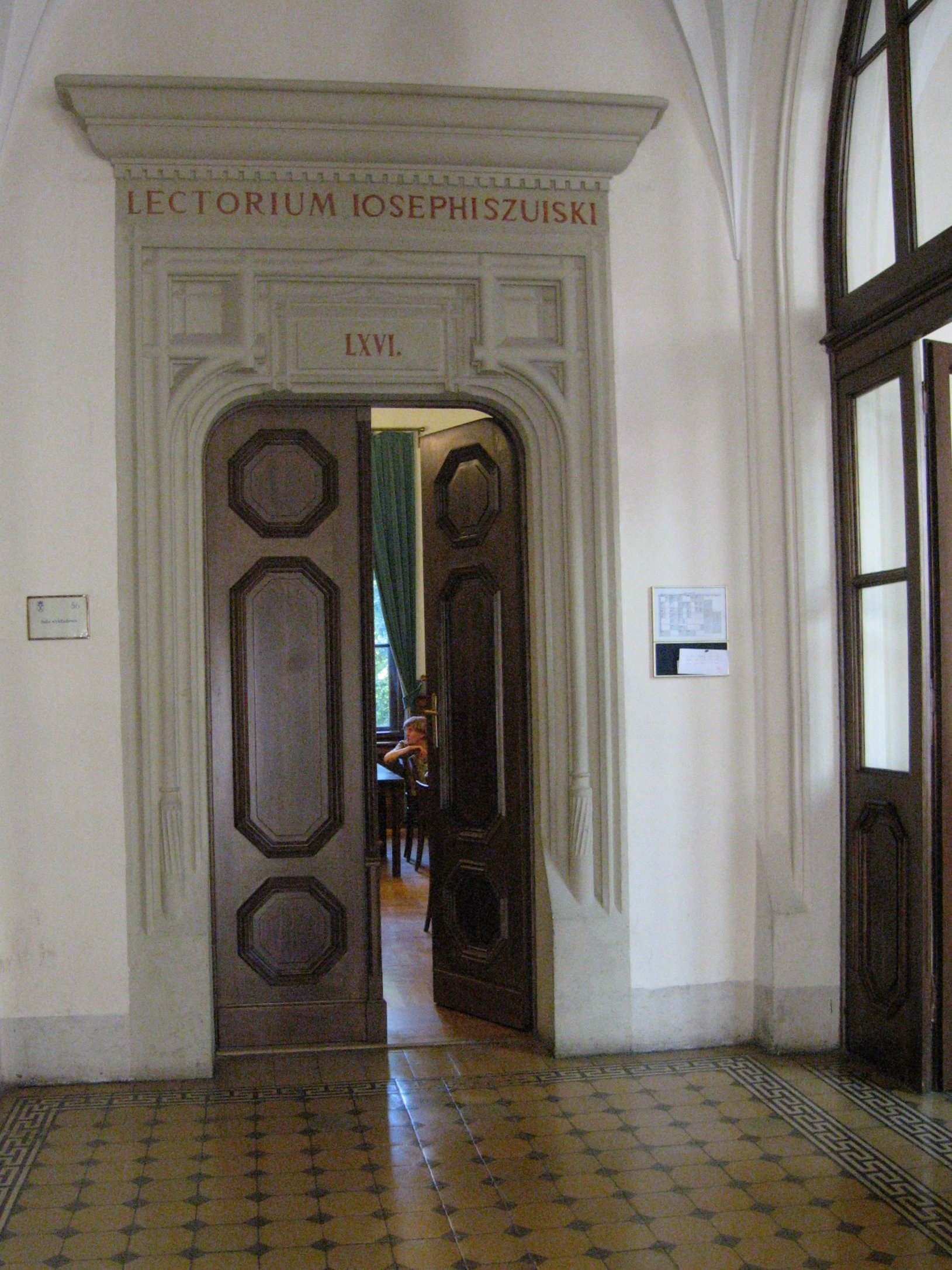
雅盖隆大学56号讲室，被用作抓捕行动的“陷阱”

德国入侵波兰两个多月后，克拉科夫盖世太保司令布鲁诺·穆勒命令雅盖隆大学校长塔德乌什·莱尔-斯普瓦文斯基教授告知学校全体教授，要求他们必须参加穆勒关于德国的波兰教育计划的讲座。校长同意了穆勒的命令，并在整个大学发送邀请，安排在新学院行政中心大楼举行会议。1939年11月6日正午，所有受邀学者和他们的客人聚集在56号讲室（一说为66号讲室）。出席的包括雅盖隆大学的105名教授和33名讲师；34名来自AGH科技大学的教授和博士，其中一些在另一个房间开会；4人来自克拉科夫经济大学；另有4人来自卢布林和维尔纽斯。
然而当学者坐满现场之后，穆勒并没有举办关于教育的讲座。相反，穆勒告知学者们，雅盖隆大学没有获得开始新学年的许可（实际上有）；穆勒还声称波兰人对德国科学充满敌意，并且行事充满恶意。学者们被武装警察当场逮捕、搜身、并被押走。一些年长的教授被脚踢、打耳光（斯坦尼斯瓦夫·埃斯特莱赫）、然后被枪托砸。现场另有13至15名大学雇员和学生被捕。当天下午，克拉科夫市长斯坦尼斯瓦夫·克利梅斯基博士在家中被捕。
被逮捕的全部184人先是被转移到Montelupich街上的监狱，然后是Mazowiecka的营房，3天后又转移到布雷斯劳（今弗罗茨瓦夫）的一座拘留中心。他们在布雷斯劳停留了18天，期间被分开关押在两座设施中：Świebodzka街1号的拘留中心（Untersuchungsgefängnis），以及Kleczkowska街35号的刑事处（Strafgefängnis）。盖世太保未能应对如此大规模的囚犯转移，于是等待将这些人送到已经满员的布痕瓦尔德集中营的批准。1939年11月27日夜，被捕的波兰学者由火车运抵柏林另一边的萨克森豪森集中营。1940年3月新一批年轻学者被捕后，纳粹又将所有的被捕学者遣送至慕尼黑附近的达豪集中营。

### 释放
在包括贝尼托·墨索里尼和宗座宮在内的意大利知名人士强烈抗议之后，1940年2月8日，萨克森豪森释放了101名超过40岁的教授；其他学者后来被释放。许多老年教授没能活过每天两次在雨雪天气中的点名；此外，营地的生活条件恶劣，痢疾横行，少有温暖的衣服。关押的3个月内有12人在营地死亡，另外有5人在释放后几天内死亡。在营地中死去的著名教授包括伊格纳奇·赫扎诺夫斯基（雅盖隆大学，1940年1月19日）、斯坦尼斯瓦夫·埃斯特莱赫（雅盖隆大学，1939年12月29日）、卡齐米日·科斯坦涅斯基（雅盖隆大学，1940年1月11日）、安东尼·梅耶（Antoni Meyer，AGH科技大学，1939年12月24日）和米哈乌·西德莱斯基（Michał Siedlecki，雅盖隆大学，1940年1月11日点名后）。1940年3月，仍然活着的克拉科夫囚犯被送往达豪集中营，其中大多数人（但不是全部）在1941年1月因干预而被释放。
1942年，许多经历过克拉科夫特别行动和纳粹拘留的人无视德国的惩罚性法令，成立了一所地下大学。嘉祿·沃伊蒂瓦是这所地下大学的800名学生之一，后来成为了教宗若望保祿二世。授课的教师包括塔德乌什·莱尔-斯普瓦文斯基教授等学者。
今天在克拉科夫的雅盖隆大学新学院前面有一块纪念克拉科夫特别行动的牌匾。每年的11月6日，雅盖隆大学的所有建筑物外面都会挂上黑旗，校长献上花圈纪念受害者。

## 克拉科夫特别行动期间被逮捕的知名人士
以下是1939年11月6日被捕的杰出学者和大学生的部分名单。他们一行173人由火车于1939年11月10日运抵布雷斯劳。在当地监狱度过了两个半星期后，他们被进一步向西运输。

| - 塔德乌什·巴那齐耶维茨 - 亚历山大·比肯迈耶尔 - 伊格纳奇·赫扎诺夫斯基 - 斯坦尼斯瓦夫·埃斯特莱赫 - 塔德乌什·埃斯特莱赫 - 斯坦尼斯瓦夫·戈沃布 - 日奇斯瓦夫·亚齐梅斯基 - 斯坦尼斯瓦夫·克利梅斯基 - 亚历山大·科茨瓦 - 瓦迪斯瓦夫·克诺普申斯基 | - 卡齐米日·科斯坦涅斯基 - 塔德乌什·扬·科瓦尔斯基 - 斯坦尼斯瓦夫·库特热巴 - 塔德乌什·莱尔-斯普瓦文斯基 - 博古斯瓦夫·列斯诺多尔斯基 - 梅齐斯瓦夫·马维斯基 - 维克多·奥尔米斯基 - 卡齐米日·皮瓦尔斯基 - 扬·斯坦尼斯瓦夫斯基 - 莱昂·托霍维茨 - 塔德乌什·瓦泽夫斯基 |

## 流行文化
- 克拉科夫特别行动在2005年迷你剧《嘉祿：成为教宗的人（英语：Karol: A Man Who Became Pope）》中有所描写，在奥斯卡荣誉奖得主安德烈·華依達导演的2007年波兰电影《卡廷惨案》中也有出现。《卡廷惨案》获得了第80屆奧斯卡金像獎最佳外语片提名。

## 脚注
1. ↑  Grażyna Zawada. . Krakow Post - Poland News, Events, Lifestyle. November 15, 2007  [May 8, 2012]. （原始内容存档于2013-10-14）.
2. ↑  Paweł Rozmus.  (PDF). BIP 159. November 2006  [May 10, 2012]. （原始内容存档 (PDF)于2018-10-30）.
3. 1 2 3 4  Mateusz Łabuz. . (with complete list of 184 detainees by name). Druga Wojna Swiatowa.   [May 13, 2012]. （原始内容存档于2013-10-23）.
4. ↑   (PDF). Alma Mater. Jagiellonian University.   [May 15, 2012]. （原始内容 (PDF)存档于2013-12-24）. |issue=被忽略 (帮助)
5. ↑  Von Uwe von Seltmann. . Zweiter Weltkrieg. Spiegel Online.   [May 10, 2012]. （原始内容存档于2014-02-09） （德语）.
6. ↑  "Najważniejsze fakty z życia Karola Wojtyły." （页面存档备份，存于） Biografia. Archidiecezja Krakowska. Retrieved May 12, 2012.
7. ↑   [Więźniowie Sonderaktion Krakau"] (PDF). Alma Mater (Jagiellonian University). 2012, (118)  [2019-03-06]. （原始内容 (PDF)存档于2013-12-24）.